# Cristina Hoyos

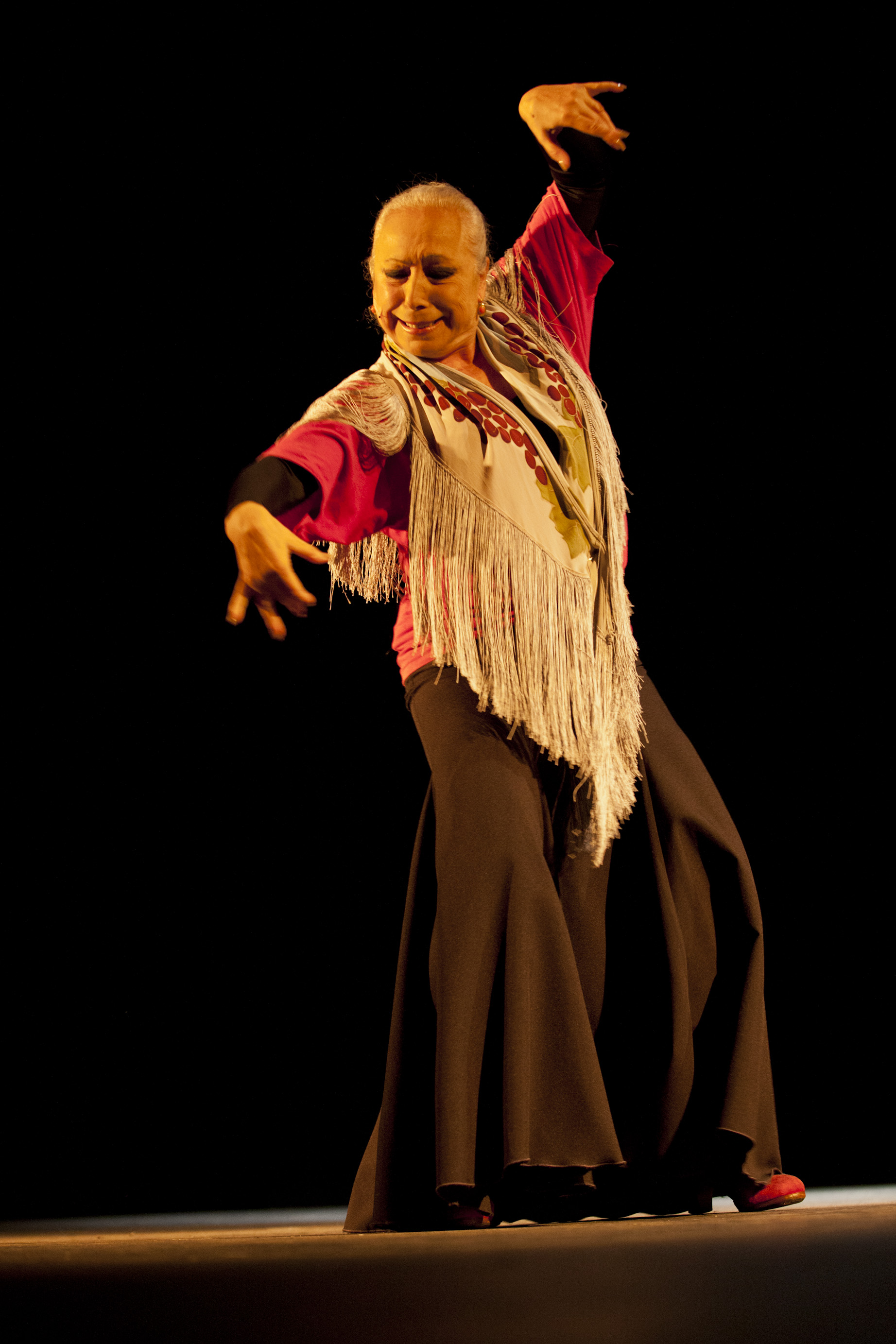
Cristina Hoyos 2014

Cristina Hoyos Panadero (* 13. Juni 1946 in Sevilla) ist eine spanische Flamencotänzerin, Choreografin und Schauspielerin.
International bekannt wurde sie unter anderem als langjährige Partnerin von Antonio Gades. Mit ihm tanzte sie zwischen 1981 und 1986 in der Trilogie Bodas de sangre (Bluthochzeit), Carmen und El amor brujo (Liebeszauber) des spanischen Regisseurs Carlos Saura.

## Biografie

### Tänzerin, Choreografin und Ballettchefin
Cristina Hoyos tanzt seit ihrem zwölften Lebensjahr. Ihr öffentliches Debüt hatte sie im spanischen Pavillon der Weltausstellung 1964/1965 in New York City. Danach tanzte sie in Tablaos und nahm als Tänzerin in der Kompanie von Manuela Vargas an einer USA-Tournee teil. 1968 trat sie in die Kompanie von Antonio Gades ein und wurde dort Erste Tänzerin. Gemeinsam tanzten beide die Hauptrollen in den oben genannten Tanzfilmen. Nachdem sich Gades’ Kompanie 1988 aufgelöst hatte, gründete sie eine eigene Kompanie, mit der sie 1989 im Théâtre Rex in Paris debütierte. Auch beim Edinburgh Festival hatte die neu geforemte Kompanie schon in diesem Jahr einen Auftritt.
In ihrer Produktion Sueños de flamencos zeigte sich 1990 unmissverständlich ihre klassische, nüchterne Auffassung des Flamenco: Tiefe, Nüchternheit, technische Perfektion, ohne Verbrämungen durch Bühneneffekte oder -Ausstattung,  abgesehen von der Beleuchtung. Mit dieser Produktion gastierte sie in der Pariser Opéra Garnier und bestritt damit den ersten Flamenco-Abend, der jemals dort stattfand. Mit ihrem nächsten Stück Yerma war sie mit ihrer Kompanie 1992 erneut in Paris zu Gast. Auch bei der Expo 92 in Sevilla gehörte es zum Programm. Es wurde vom Publikum freundlich, von der Kritik jedoch zwiespältig aufgenommen.
Auch ihre nächste Produktion, Sueños flamencos, fand trotz gutem Anklang beim Publikum geteilte Aufnahme in der Kritik. Unter anderem wurde ihr vorgeworfen, sich zu wenig von Antonio Gades’ Stil zu lösen. Unter anderem gastierte ihre Kompanie damit 1994 im Londoner  Sadler’s Wells. Sie hielt jedoch auch in ihrer folgenden Produktion Caminos andaluces an ihrer klassischen Auffassung fest: Nüchternheit in der Bühnenausstattung, volle Konzentration auf den Tanz, kompromissloser klassischer Flamenco in rasanter, technisch perfekter Darbietung ohne verbindende Erzählung. Ihren eigenen Worten zufolge zielt das Stück auf eine Auseinandersetzung mit den Wurzeln des Flamenco und den für die verschiedenen Orte und Regionen typischen Palos. Es hatte 1994 Premiere im Théâtre du Châtelet in Paris. Im November 1995 hatte es einen Auftritt in Genf vor ausverkauftem Theater.
In den vier Jahren danach litt sie an einer Krebserkrankung und hatte keine öffentlichen Auftritte. Nach einer Operation kehrte sie 1999 auf die Bühne zurück. Mit Arsa y toma schuf sie eine Parodie auf die 1960er Jahre, die Anfangsjahre ihrer Karriere. Ihrer Auffassung nach handelte es sich um eine Zeit, in der die sogenannten spanish shows mit billigen Effekten die Flamenco-Szene dominierten. Künstlerinnen wie sie seien um des Überlebens willen zum Mitmachen gezwungen gewesen.
Mit Tierra Adentro wandte sie sich 2002 vom Konzept des reinen, nicht erzählenden Tanzes ab. Das Stück ist nach einem Roman des Schriftstellers Juan Cobos Wilkins aus Huelva benannt. Die Handlung spielt in den Minen des Río Tinto. Sie dreht sich um die harte Arbeit, den Schmerz und die Furcht der Minenarbeiter und ihrer Familien, die sich in ihren Gesängen und ihrer Musik, den Cantes de las minas, widerspiegeln.
Anfang 2004 wurde sie als Direktorin des Ballet Flamenco de Andalucía, vormals Compañía andaluza de danza, berufen. Anfang April 2004 leitete sie die letzte Präsentation von Yerma mit ihrer bisherigen, eigenen Kompanie. Danach wurde diese aufgelöst. Ein Teil des Ensembles wechselte in das Ballet Flamenco de Andalucía. Die nächste Inszenierung von Yerma fand schon mit ihrem neuen Ballett statt. Ihre erste originäre Produktion mit diesem Ballett, Viaje al sur, hatte im März 2005 in Córdoba Première und reiste anschließend zur internationalen Ausstellung nach Aichi in Japan. Neben einer Reihe von spanischen Städten kam das Stück auch zur Aufführung in New York City – unter anderem unterstützt von Melanie Griffith, der informellen Botschafterin Andalusiens in den Vereinigten Staaten.
Im folgenden Jahr inszenierte sie in den Gärten des Generalife von Granada ihre Interpretation des Gedichtzyklus Romancero gitano von Federico García Lorca. Es folgten Auftritte mit diesem Stück in einer Reihe von Städten, zum Beispiel in Guadalajara, in Bilbao und beim Festival von Peralada. Eine weitere Hommage an Federico García Lorca präsentierte sie 2009 unter dem Titel Poema del cante jondo en el café de Chinitas in den Gärten des Generalife.
Sie leitete das Ballet Flamenco de Andalucía bis 2011. 2012 inszenierte sie die Oper El Gato Montés unter Regie von José Carlos Plaza. In den Jahren danach widmete sie sich vornehmlich dem Betrieb ihres Museo del Baile Flamenco in Sevilla. Im März 2022, im Alter von 75 Jahren, trat sie jedoch wieder mit einer Choreografie und als Leiterin eines Ballettensembles an die Öffentlichkeit: Mit dem Programm OléOlá wagte das traditionsreiche Teatro Eslava in Madrid, das Ende 2020 hatte schließen müssen, eine Neueröffnung. OléOlá soll bis auf Weiteres permanent an drei Abenden in der Woche aufgeführt werden.

### DasMuseo del Baile Flamenco

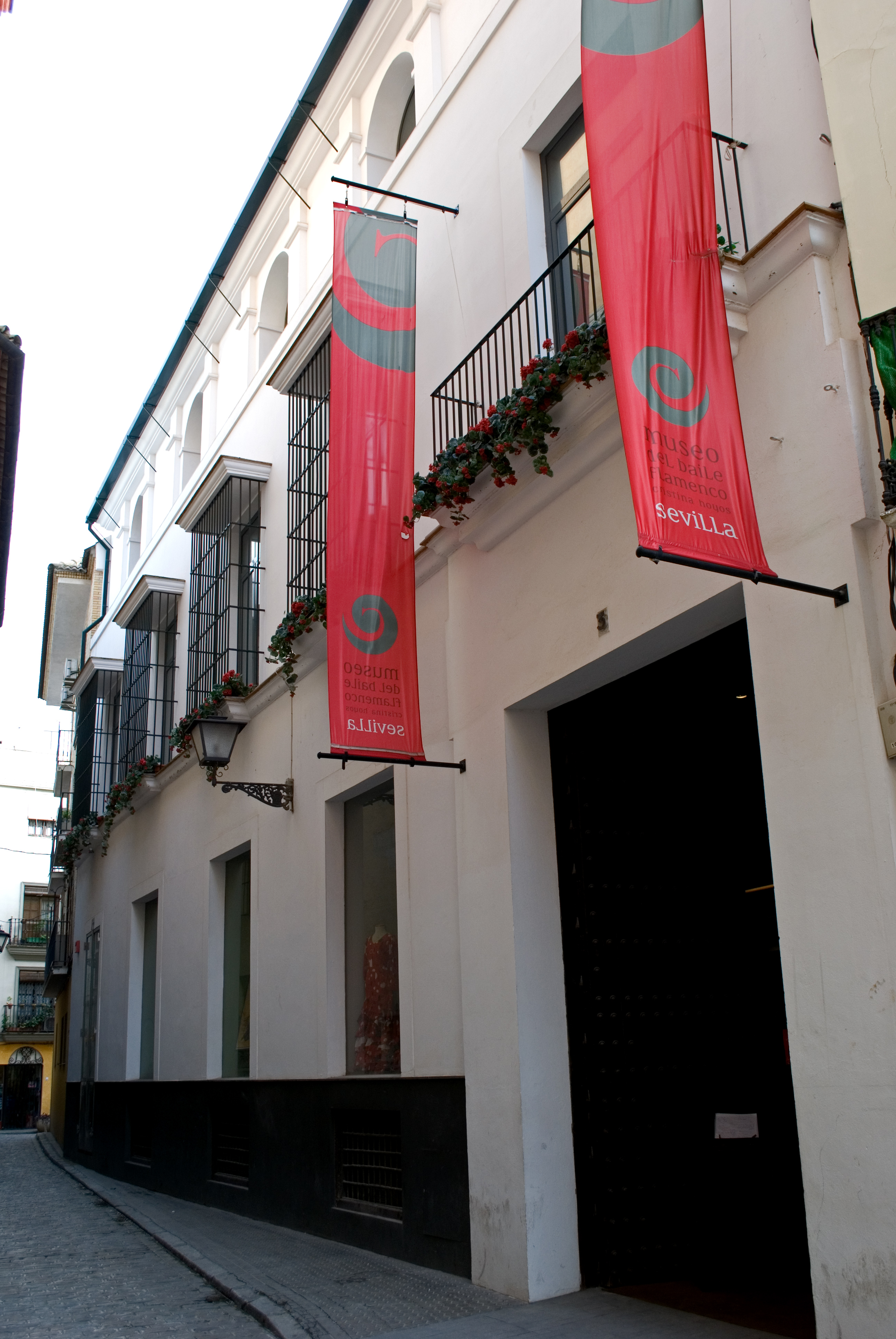
Außenfassade des Museums für Flamencotanz in Sevilla

Im Jahr 2006 wurde nach einer fast fünfzehnjährigen Planungs- und Renovierungsphase das von Cristina Hoyos initiierte und von dem deutschen Direktor Kurt Grötsch geleitete Museo del Baile Flamenco (Museum des Flamencotanzes) in der Calle Manuel Rojas Marcos im Zentrum Sevillas eröffnet. Die ersten Jahre des Museums, das über fünf Millionen Euro weitgehend über Kredite finanzierte Investitionskosten gekostet hatte, waren aufgrund der anfangs noch unzureichenden Besucherzahlen von finanziellen Krisen begleitet. Die finanzielle Situation führte im Jahr 2009 zu einem heftigen politischen Streit, als Cristina Hoyos versuchte, das bis dahin auch mit fast einer Million Euro aus öffentlichen Mitteln subventionierte Objekt zum Preis von annähernd sechs Millionen Euro zu verkaufen. Durch Fördermittel der Europäischen Union und eine erhebliche Steigerung der Besucherzahlen in den folgenden Jahren konnten der Verkauf und damit ein Scheitern des Projekts mit dem Jahr 2011 bis auf Weiteres abgewendet werden. So verzeichneten das Museum und die zahlreichen in seinen Räumlichkeiten angebotenen Veranstaltungen und Aufführungen im Jahr 2018 fast 200.000 Besucher.
Im Rahmen des Museums fungierte sie auch als Autorin und Herausgeberin von Kinder- und Jugendbüchern über Flamenco.

## Filmografie (Auswahl)
- 1967: Último encuentro
- 1981: Bluthochzeit (Bodas de sangre)
- 1983: Carmen
- 1986: Liebeszauber (El amor brujo)
- 1989: Montoyas y Tarantos[36]
- 1990: Carmen on Ice
- 2002: Despacito y compás (Fernsehserie, Erzählung ihres eigenen Lebens)[37]

## Auszeichnungen (Auswahl)
- 1993 Goldmedaille des spanischen Kultur-Ministeriums für Verdienste um die schönen Künste von der spanischen Kultur-Ministerin[38]
- 2003 Nationaler Preis der Cátedra de Flamencología[39] für Flamenco-Tanz.[40]
- 2006 Hommage an sie beim Festival Internacional del Cante de las Minas in La Unión.[41]
- 2010 Exzellenzpreis der Fundación Aisge[42] für ihr Lebenswerk.[43]